# Nakambala
Nakambala es una ciudad situada en la provincia del Sur, Zambia. Se encuentra a 75 km al sur de Lusaka. Tiene una población de 10.834 habitantes, según el censo de 2007.